# Domodedovo Airlines
La Domodedovo Airlines (in russo: Авиакомпания Домодедовские авиалинии) era una delle principali compagnie aeree in Russia e aveva sede all'Aeroporto di Mosca-Domodedovo. L'hub principale era l'Aeroporto di Mosca-Domodedovo, mentre hub secondari erano gli aeroporti di Omsk, Samara, Krasnojarsk.
La parte dell'Aeroflot-Domodedovo era la base della Domodedovo Airlines.

## Storia
La Domodedovo Airlines è stata creata sulla base della divisione della Aviazione Civile Unita della Domodedovo nel 1979, in seguito la compagnia aerea è stata riorganizzata in S.p.a. nel 1998. Il divisione della Aviazione Civile della Domodedovo è stato creato nel 1964 dopo il trasferimento delle divisioni 206, 211, 212 della Aviazione Civile dall'Aeroporto di Mosca-Vnukovo. Nel 1998 la compagnia aerea contava 2.000 persone e una lunga storia e forte base tecnica.
Il 24 febbraio 2009 la Domodedovo Airlines è stata dichiarata in bancarotta con l'invio della procedura di liquidazione del debito di 15 miliardi di rubli russi.

## Flotta

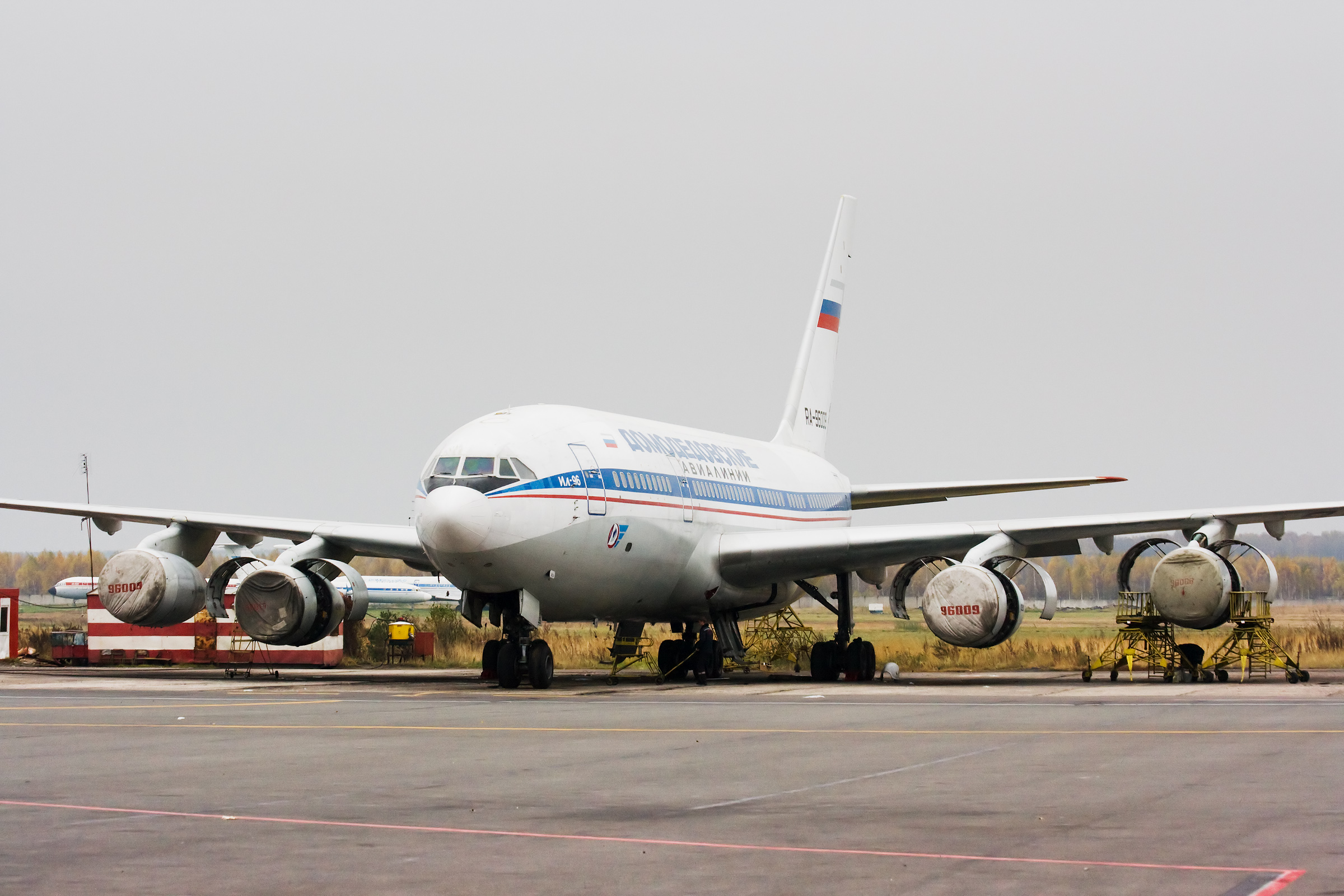
Ilyushin Il-96-300 della Domodedovo Airlines

- 4 Ilyushin Il-62M
- 2 Tupolev Tu-154M
- 3 Ilyushin Il-96-300

## Flotta storica
- Ilyushin Il-76
- Yakovlev Yak-42D

## Accordi commerciali
La Domodedovo Airlines faceva parte dell'alleanza russa AiRUnion. La compagnia aerea manteneva importanti accordi commerciali con le compagnie aeree russe e europee: KrasAir, Omskavia Airlines, Samara Airlines, Sibaviatrans, Austrian Airlines. L'aeroporto di Mosca-Domodedovo era la base tecnica per la manutenzione degli aerei della compagnia aerea.